# Maia (hvězda)
Maia je jméno hvězdy 20 Tauri v souhvězdí Býka. Hvězda je součástí hvězdokupy Plejády. Je pojmenována po nejstarší z Plejád: v řecké mytologii je Máia matka božského posla Herma, kterého zplodila s Diem.
Maia má zdánlivou hvězdnou velikost +3,87 magnitudy a patří ke spektrální třídě B8III. Maia je vzdálena od Země přibližně 360 světelných let.
U Maii nastávají, stejně jako u ostatních hvězd Plejád, příležitostné zákryty Měsícem.